# Транспортный самолёт

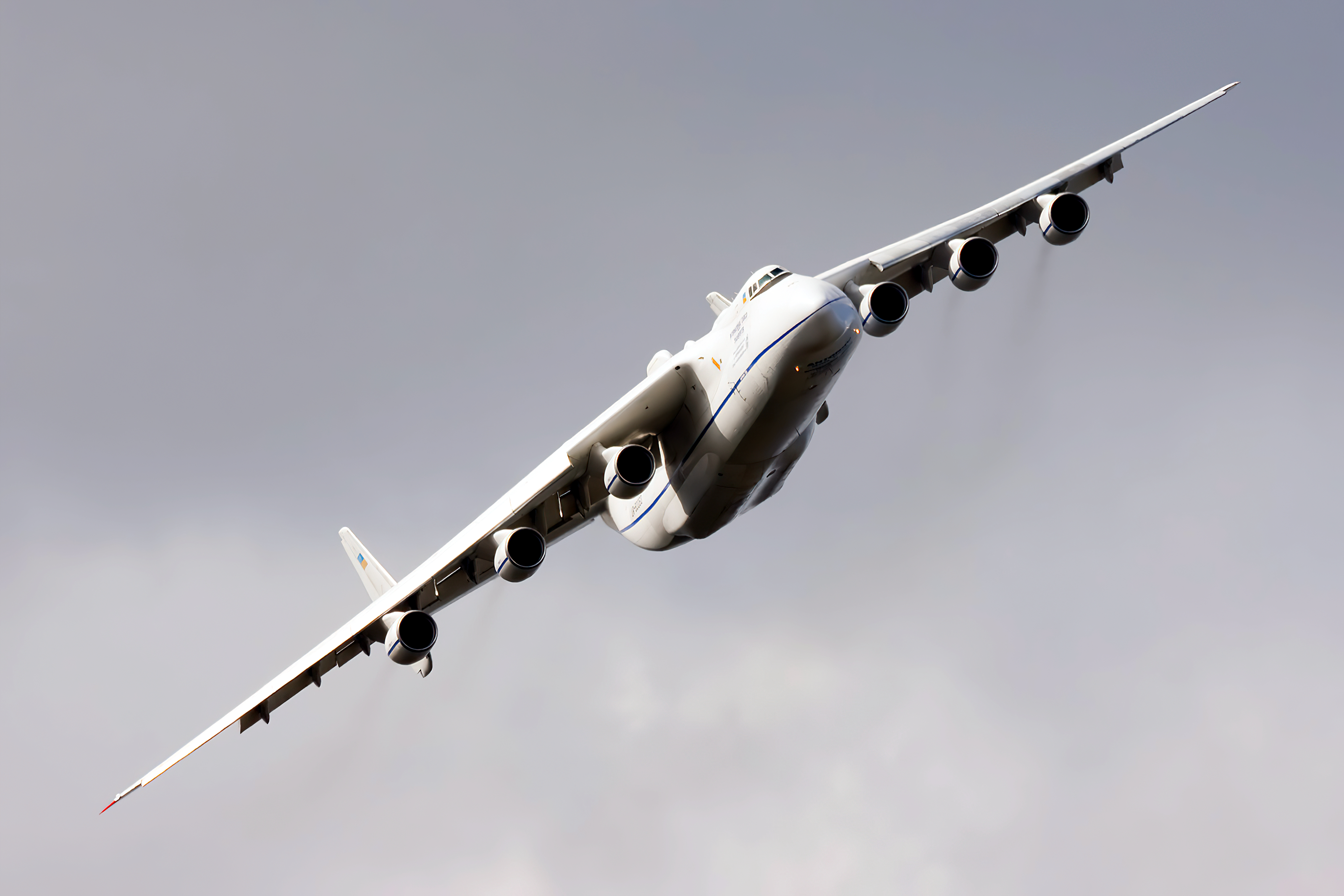
Советский транспортный реактивный самолёт сверхбольшой грузоподъёмности Ан-225 или «Мрия».

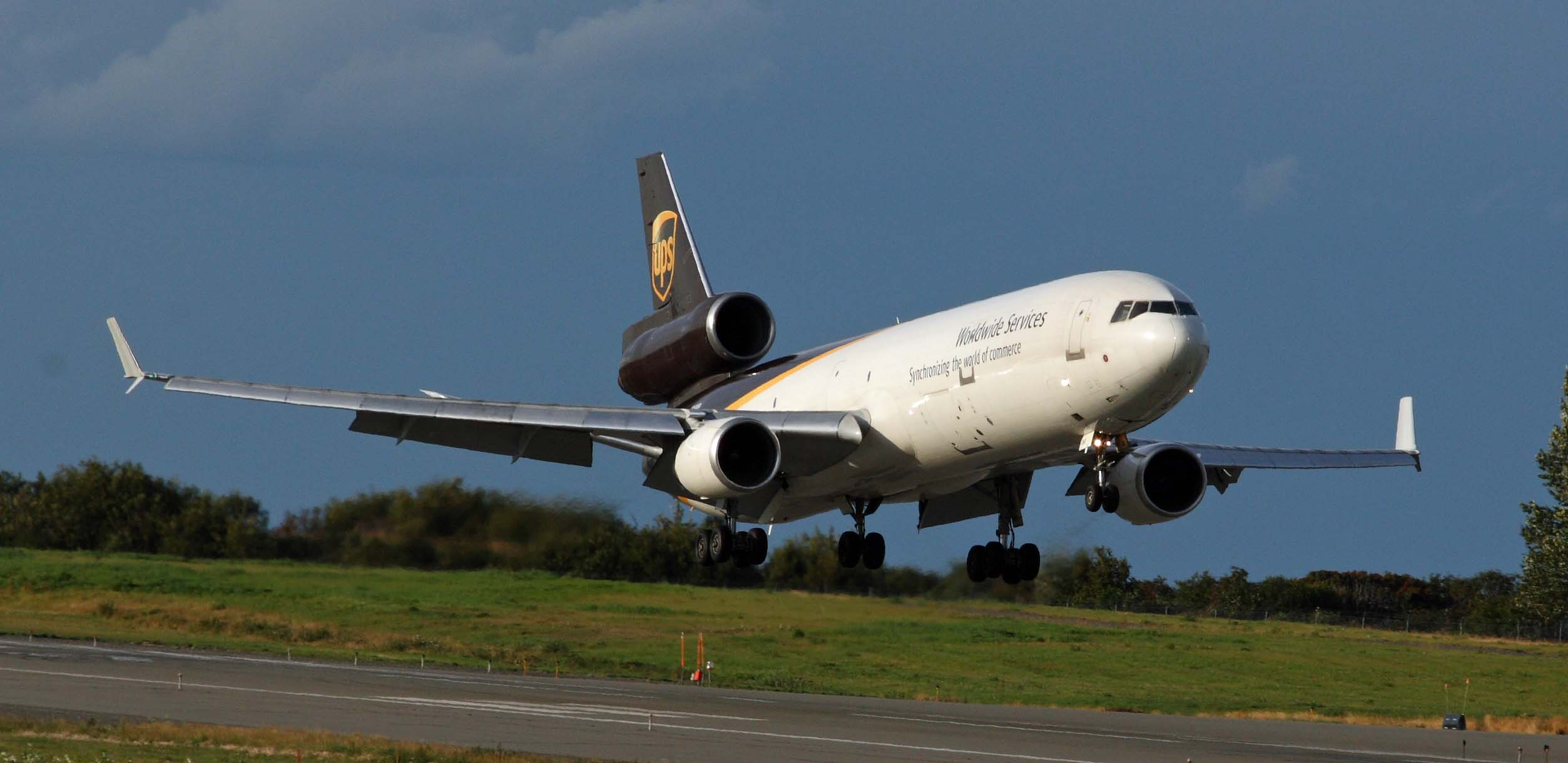
Грузовой MD-11 в аэропорту Анкоридж.

Транспортный самолёт, грузовой самолёт — самолёт, предназначенный для транспортировки различных грузов. 
Часто один и тот же самолёт бывает грузовым и пассажирским, изменяется только оборудование. Грузовые самолёты от пассажирских отличаются упрощённым бытовым оборудованием, увеличенными размерами грузовых помещений, наличием больших грузовых люков, более прочным полом, установкой на борту средств механизации погрузочно-разгрузочных работ.

## История

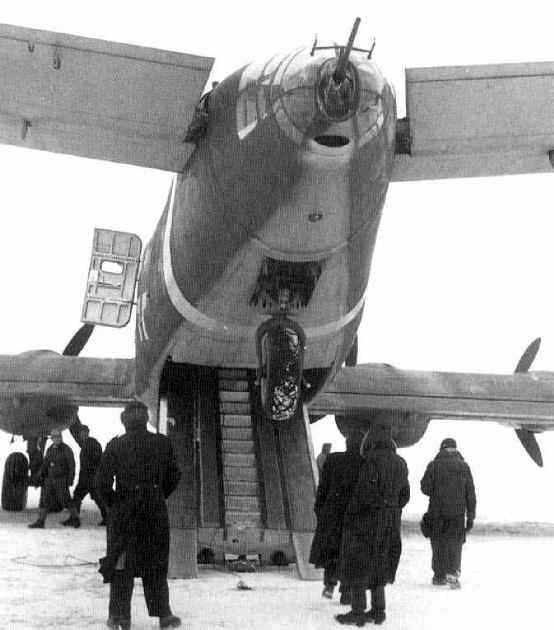
Юнкерс Ю-290 с опущенной задней рампой. Хорошо видно поднятое в воздух хвостовое колесо шасси.

Попытки использования самолётов для перевозки грузов предпринимались уже на заре авиации. В 1910 году примерно 200 фунтов шёлка были перевезены самолётом братьев Райт из магазина в Дэйтоне покупателю в Коламбусе (оба города находятся в штате Огайо, США), что отмечается многими источниками как рождение грузовых авиаперевозок. В 1914 году почта США ввела услугу авиапочты.
Первые транспортные самолёты являлись пассажирскими самолётами, приспособленными под нужды грузоперевозок. Так, например, на базе популярного пассажирского самолёта Douglas DC-3 был разработан военно-транспортный Douglas C-47 Skytrain, оснащённый усиленным полом и широким грузовым люком в хвостовой части фюзеляжа.
Стандартные самолёты первой четверти XX века имели ряд недостатков, в первую очередь, негоризонтальный пол в стояночном положении из-за схемы шасси с хвостовым колесом, а также боковое расположение дверей. С ростом спроса на воздушные грузоперевозки и увеличением их объёма, возникла необходимость в разработке самолётов, специально созданных для этой цели. В 1939 году на базе не пошедшего в серию бомбардировщика был разработан Junkers Ju 90, военно-транспортный самолёт, на котором было применено интересное техническое решение: мощная погрузочная рампа в хвосте самолёта открывалась гидравлическим приводом и поднимала самолёт в горизонтальное «полётное положение», что сильно облегчало его загрузку. Позже та же схема была применена на Ju 290 и немецком Arado Ar 232, одном из первых военно-транспортных самолётов, спроектированных для этой цели с чистого листа.
В 1940-е — 1950-е годы ознаменовались бурным ростом объёма авиаперевозок и, соответственно, поиском наиболее эффективных инженерных решений. Появилось множество моделей самолётов с фронтальной загрузкой (например, Bristol 170, SNCAC NC 211, Douglas C-124) или задней погрузочной рампой (Blackburn Beverley, Антонов Ан-12, Breguet Deux-Ponts, Fairchild C-82 Packet), а также таких экзотических вариантов, как Canadair CL-44 с целиком откидывавшимся хвостом. Многие транспортные самолёты того времени по-прежнему совмещали функцию пассажирских лайнеров с грузоперевозками. С ростом требований к безопасности и комфорту пассажиров, в первую очередь к уровню шума в салоне, пассажирские и грузовые самолёты разделились на два практически непересекающихся класса.

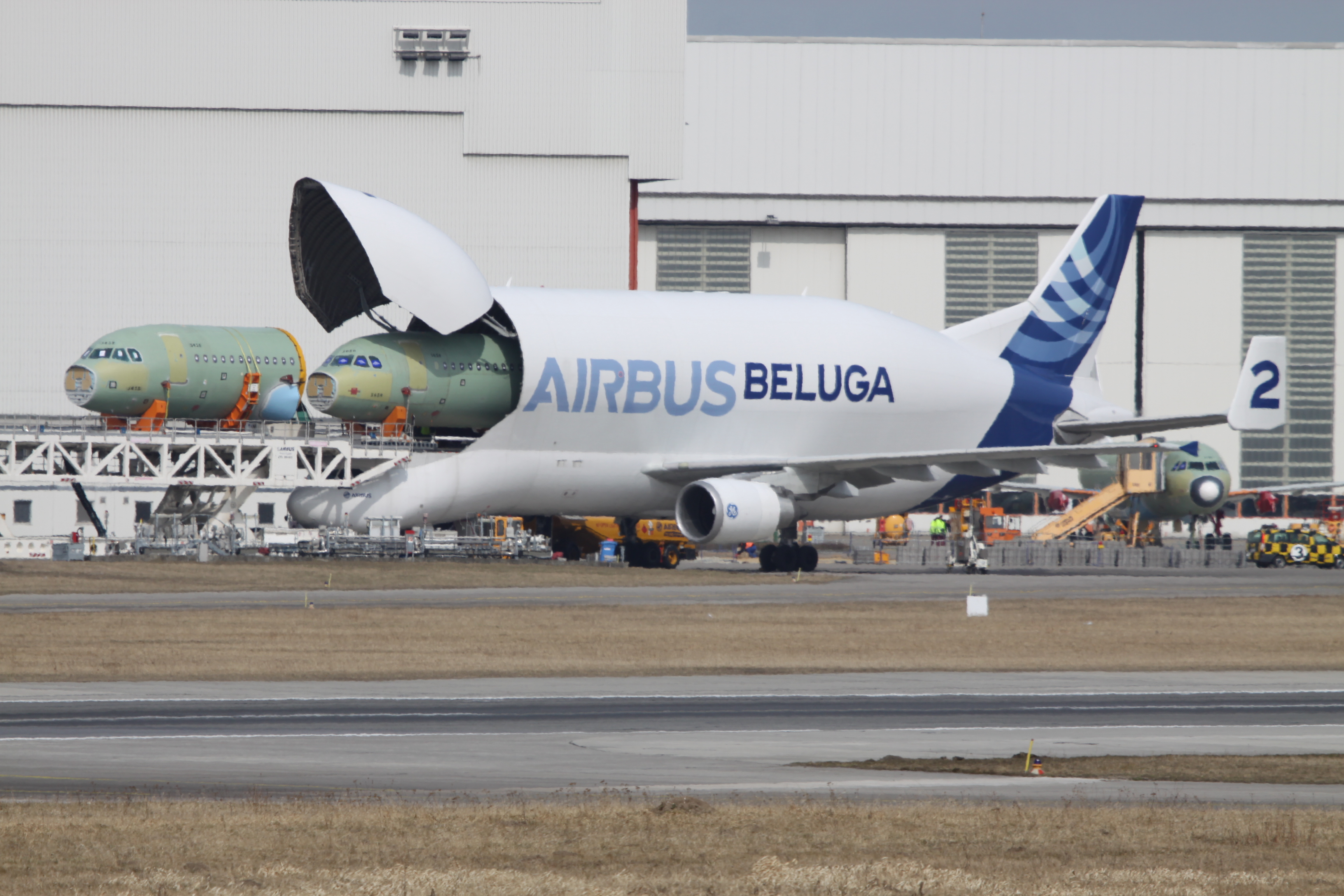
Погрузка носовых частей в Airbus Beluga, Франкфурт-на-Майне, 2013

Необходимость в перевозке цельных грузов, сравнимых по размеру с крупнейшими самолётами (ракет-носителей, фюзеляжей самолётов) привела к появлению сверхтяжёлых транспортных самолётов. В 1982 году в воздух поднялся сверхтяжёлый грузовой самолёт Ан-124 «Руслан», предназначенный в первую очередь для транспортировки межконтинентальных баллистических ракет и их пусковых установок, но также широко использующийся в гражданской транспортной авиации для перевозки крупногабаритных грузов. В 1988 году первый полёт совершил Ан-225, самый большой транспортный самолёт, изначально предназначенный для транспортировки космического корабля «Буран». В 1994 году «Эйрбас» создала несколько самолётов Airbus Beluga для перевозки частей фюзеляжей самолётов между заводами компании. В 2006 году компания «Боинг» выпустила аналогичный самолёт — Boeing 747 LCF Dreamlifter.
В начале XXI века с выпуском крупнейшего пассажирского авиалайнера Airbus A380, компания «Эйрбас» планировала также выпустить и транспортный вариант — A380-800F. Он стал бы вторым (после Ан-225) крупнейшим транспортным самолётом, но в 2015 году был убран с сайта авиакомпании и, вероятно, не будет выпущен.

## Конструкция

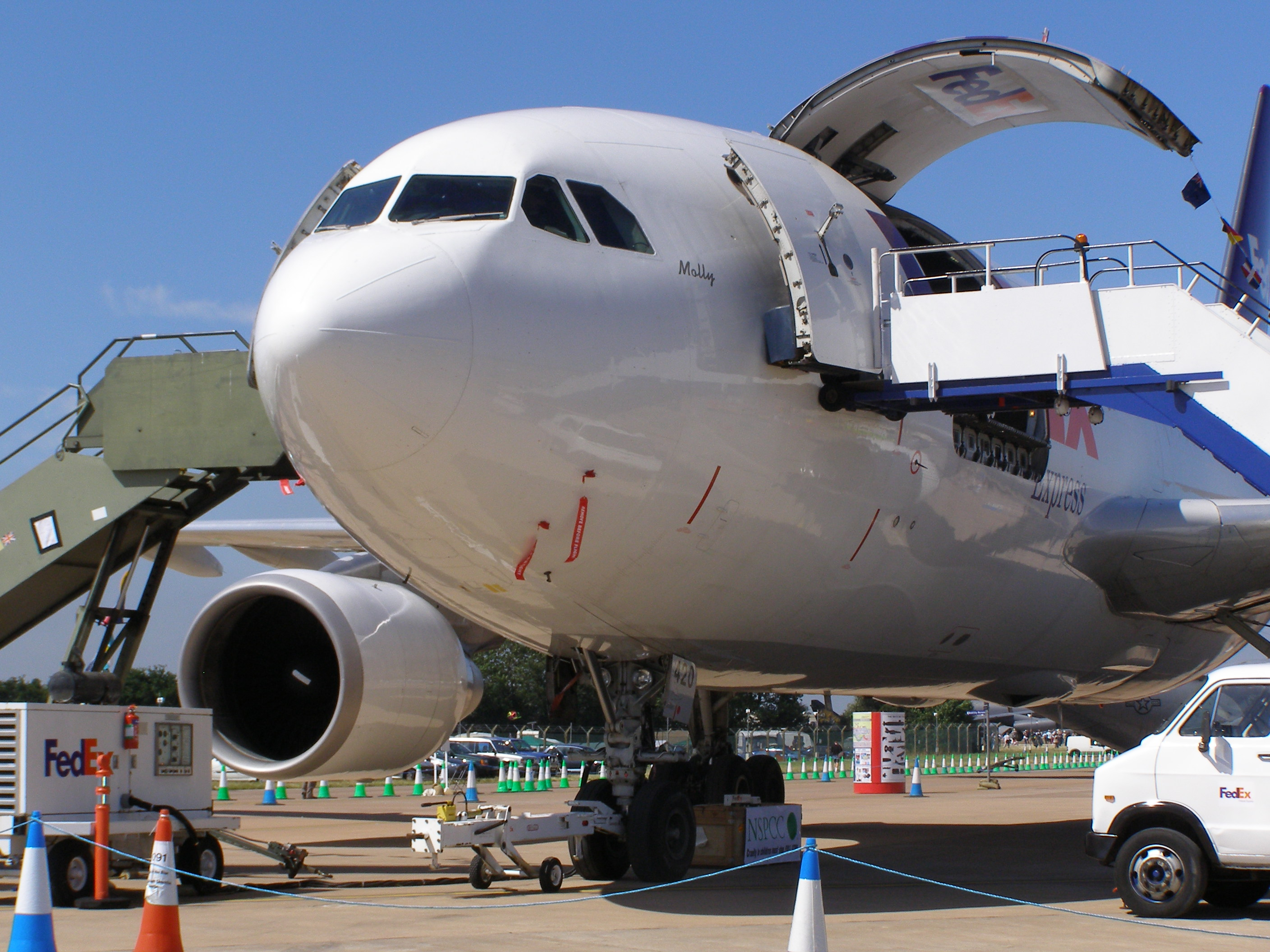
Airbus A310, верхний грузовой люк открыт

Транспортный самолёт может обладать следующими конструктивными особенностями, которые отличают его от пассажирских моделей. Они призваны, в первую очередь, облегчить погрузку и разгрузку самолёта:
- компоновка «высокоплан» (позволяет расположить груз максимально близко к земле)
- усиленное шасси с большим количеством колёс
- грузовые люки внизу и вверху фюзеляжа
- люки в передней части фюзеляжа («откидной нос») и в задней («распахивающийся» или «откидной» хвост), иногда совмещённые с рампой
- уменьшенная дверь в кабину пилотов[6]
- отсутствие иллюминаторов

## Типы транспортных самолётов
Существует четыре принципиальных подхода к разработке транспортного самолёта:

### Грузовой вариант пассажирского самолёта

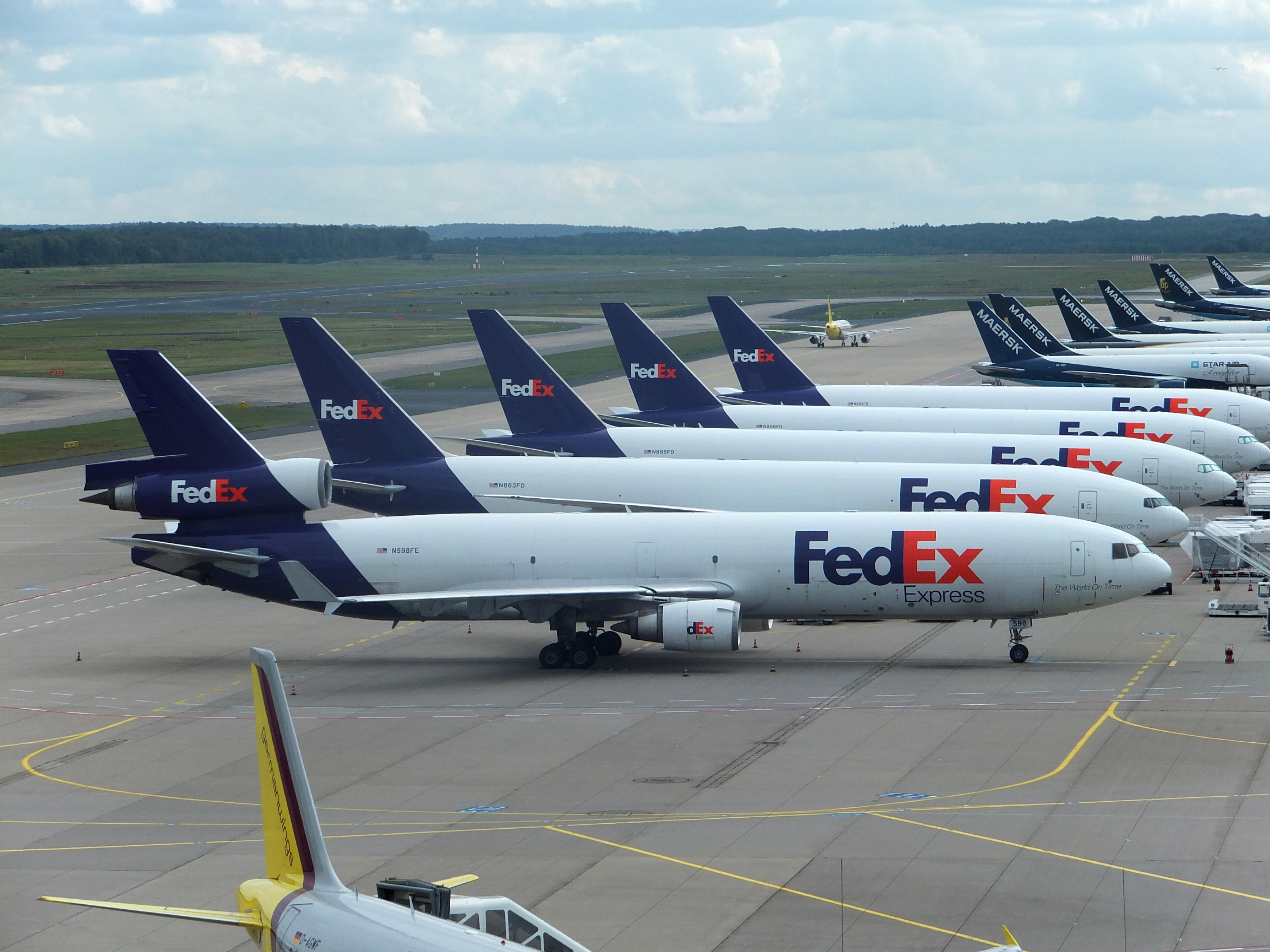
Грузовые самолёты MD-11F компании FedEx в аэропорту Кёльна.

В силу экономической выгодности унификации процесса разработки, производства и обслуживания самолётов, а также значительно более высокого спроса на пассажирские самолёты, большинство крупных авиапроизводителей выпускают транспортные самолёты на базе существующих пассажирских моделей, например, Airbus A330-200F, Boeing 747-8F, McDonnell Douglas MD-11F. Кроме того, производителями производится конверсия устаревших пассажирских самолётов, более не отвечающих нормативным или коммерческим требованиям к пассажирским перевозкам, в грузовые самолёты. Такие самолёты можно отличить по швам на месте заменённых иллюминаторов.
Недостатком такого компромиссного подхода являются более высокие операционные расходы, так как конструкция самолётов в первую очередь рассчитана на пассажирскую функцию, например, на более высокое давление в салоне, чем требуется для перевозки грузов. Отсутствие в конструкции пассажирского самолёта силового пола не позволяет перевозить тяжёлые моногрузы, например грузовые автомобили или вагоны метро. Погрузочная высота оказывается велика, что требует применение на терминалах специальной погрузочно-разгрузочной техники.

### Исключительно транспортный самолёт
Самолёт, изначально предназначенный только для перевозки грузов и спроектированный без оглядки на пассажирские или военные функции, был бы дешевле в производстве и экономичнее в эксплуатации, чем компромиссные пассажирско-транспортные аналоги. В середине XX века такие модели производились, например, Fairchild C-82 Packet, имевший фюзеляж почти прямоугольного сечения и двойной хвост для облегчения погрузочных работ. В 1980-е годы по заказу правительства США компаниями «Дуглас» и «Локхид» было произведено исследование экономической обоснованности постройки таких самолётов. Исследование показало, что, с одной стороны, такой самолёт достиг бы 20-процентной экономии операционных расходов, но с другой стороны, в свете относительно невысокого спроса на транспортные самолёты, капитальные затраты на разработку такой модели представляются слишком высокими.

### Военно-транспортный самолёт
Военно-транспортный самолёт — транспортный самолёт, предназначенный для доставки войск, оружия, военной техники и другого военного оборудования. Обычно способны действовать на неподготовленных аэродромах. Появились как приспособленные бомбардировщики во время Второй мировой войны. 
На начало 2013 года Генштаб ВС России утвердил четырёхрядную структуру военно-транспортной авиации:
- лёгкий военно-транспортный самолёт (полезная нагрузка 6 тонн) в настоящий момент представлен Ан-26;
- средний военно-транспортный самолёт (полезная нагрузка 20 тонн) в настоящий момент представлен Ан-12;
- тяжёлый военно-транспортный самолёт (полезная нагрузка 60 тонн) в настоящий момент представлен Ил-76;
- сверхтяжёлый военно-транспортный самолёт (полезная нагрузка жёстко не определена) в настоящий момент представлен Ан-124.

### Военно-гражданский транспортный самолёт

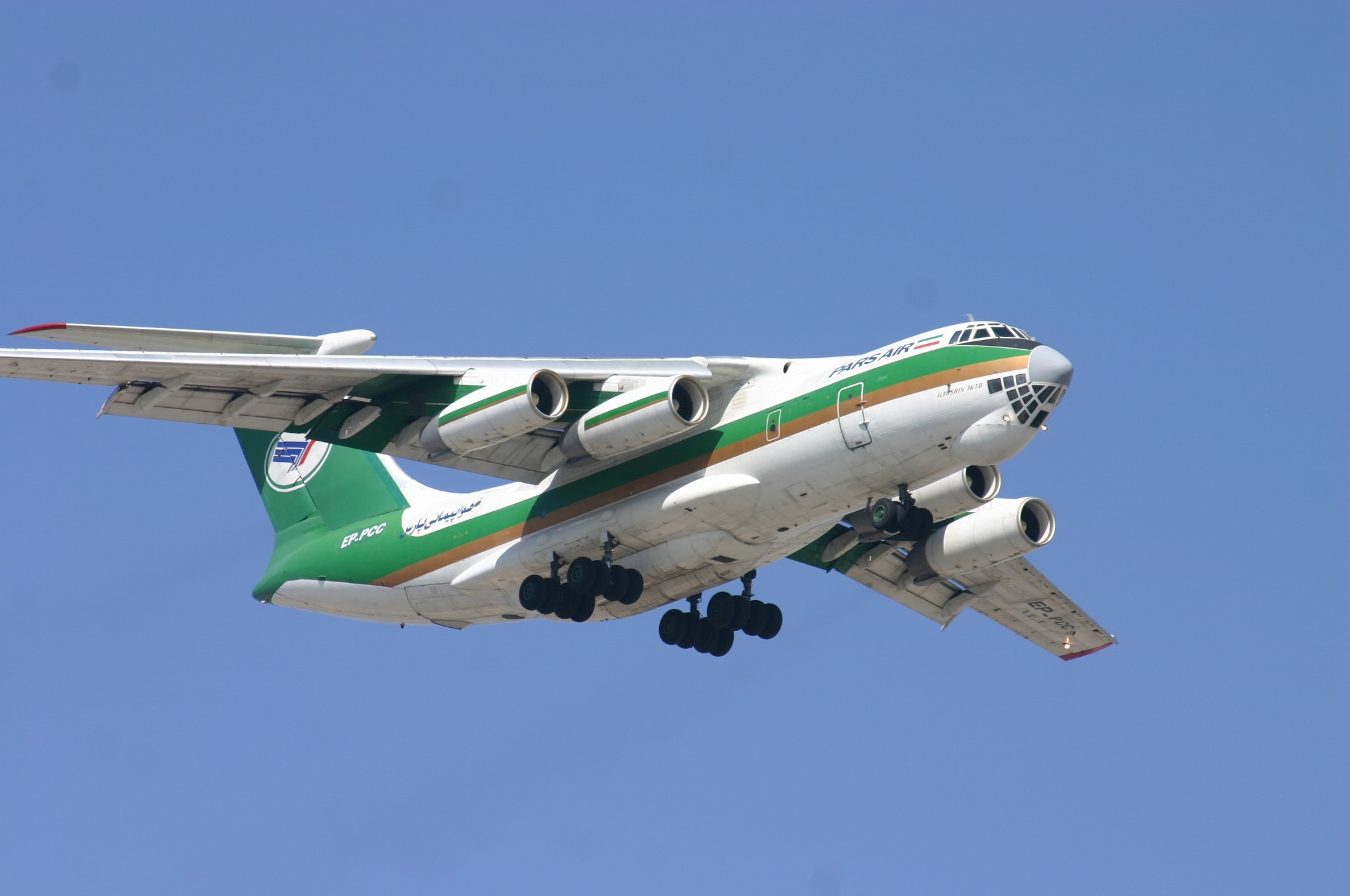
Гражданский Ил-76ТД в ливрее Pars Air

Выгода разработки самолёта, одновременно удовлетворяющего требованиям гражданских и военных грузоперевозок, заключается в следующем:
- конструкция самолёта изначально предназначена для грузоперевозок, что удешевляет производство и эксплуатацию по сравнению с пассажирскими самолётами
- стоимость разработки делится между гражданским сектором и оборонным комплексом
- уменьшается количество требующихся для армии самолётов, так как в случае необходимости армия может реквизировать гражданские самолёты

Вместе с тем, военные требования к конструкции самолёта — прочность, маневренность, тяговооружённость и т. п. — могут свести вышеуказанные экономические преимущества на нет, за исключением случаев гражданских грузоперевозок в тяжёлых условиях, например, при отсутствии подходящих ВПП.
Примерами военно-транспортных самолётов, гражданские модификации которых используются коммерчески, могут служить Ил-76, Ан-124, Lockheed L-100 Hercules. Компания "Макдоннелл-Дуглас" (в 1997 году поглощенная компанией «Боинг») планировала выпуск гражданской версии самолёта Boeing C-17 Globemaster III под индексом MD-17 (позже — BC-17).

## Авиационный контейнер

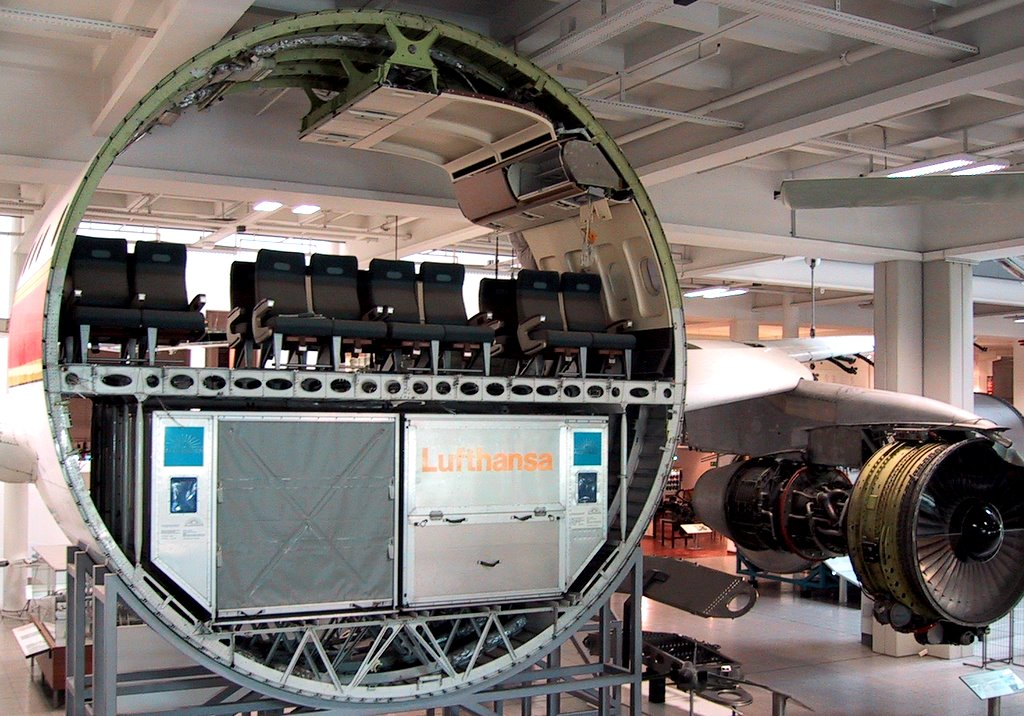
ULD в грузовом отсеке пассажирского A300 (Немецкий музей, Мюнхен)

Для наиболее эффективного размещения грузов внутри фюзеляжей округлого сечения авиационные грузы пакуются в авиационные контейнеры специальной формы — ULD (англ. Unit Load Device — средство пакетирования грузов). Стандартные типоразмеры таких контейнеров определены правилами IATA, их объём составляет от 3,4 м³ до 8,95 м³. В индустрии авиационных перевозок используется порядка 800 000 таких контейнеров, а ежегодная стоимость их обслуживания (включая потери) составляет 300 млн долларов США.

## Галерея

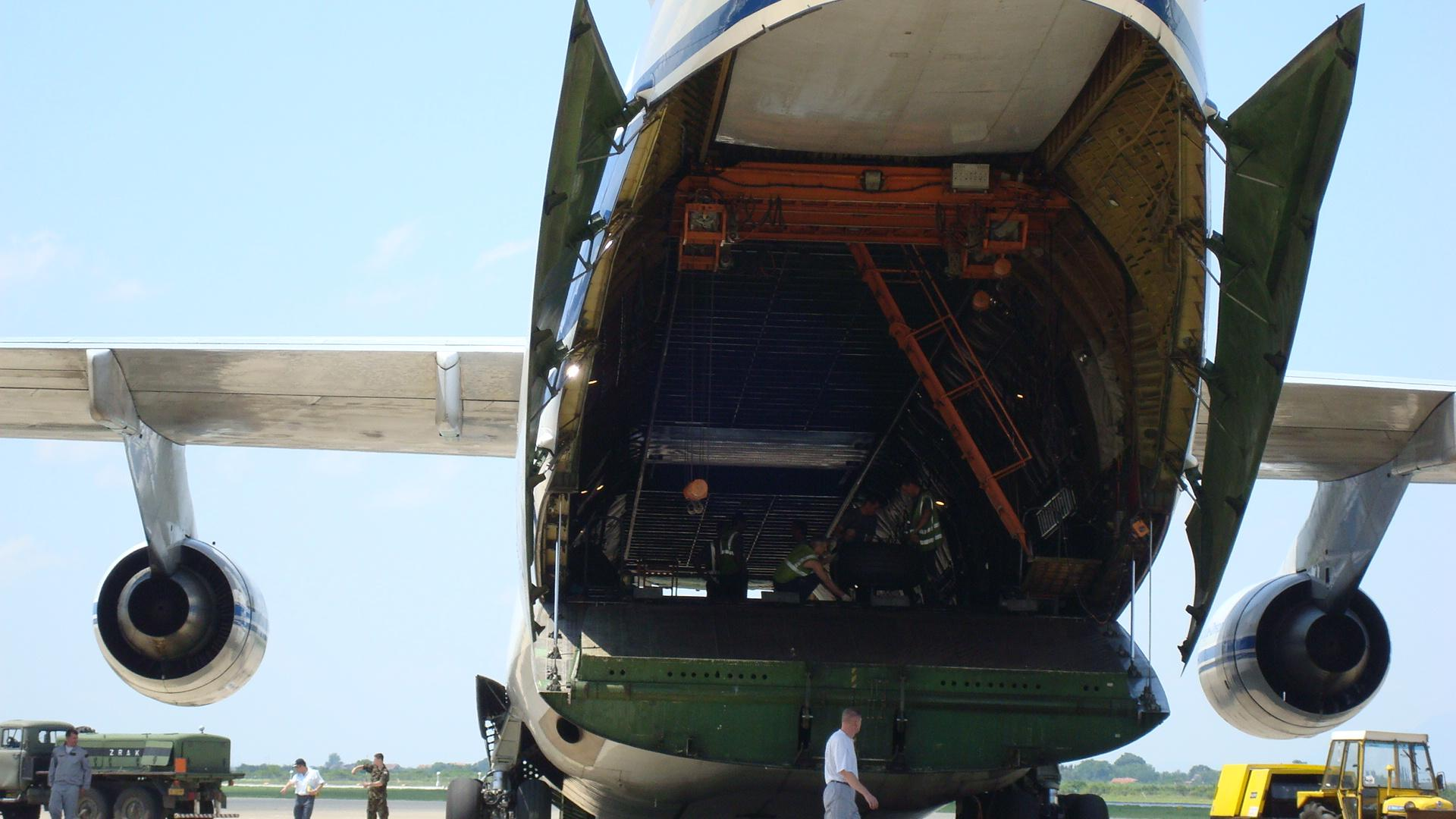
Ан-124 («Руслан»)
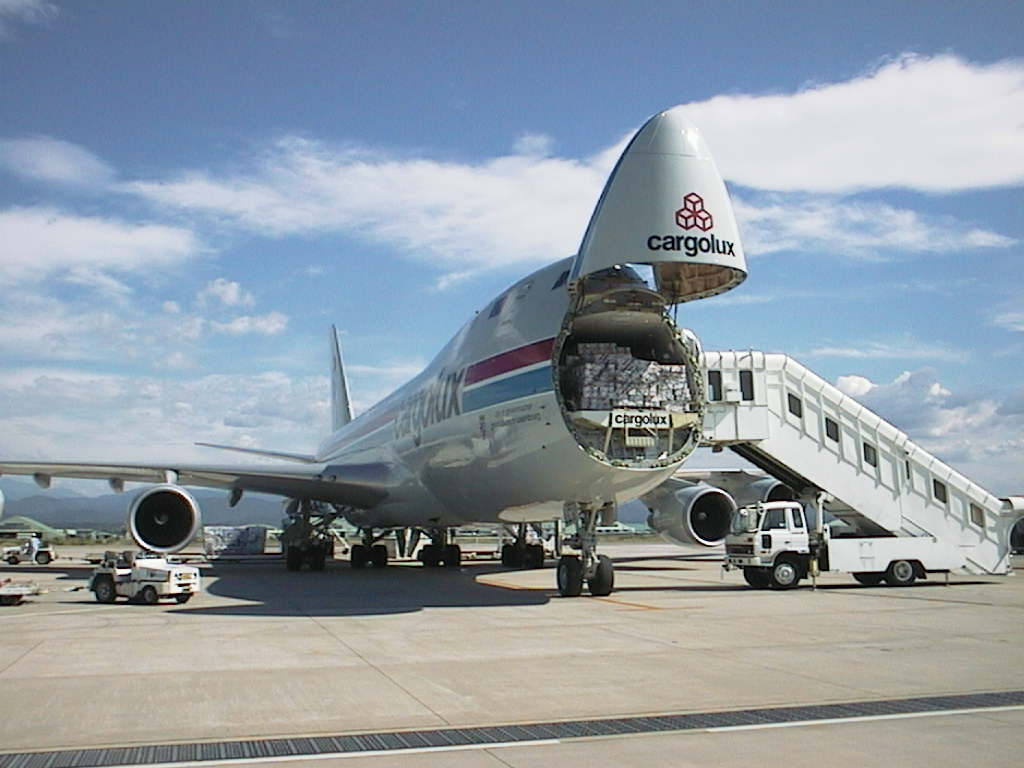
Boeing 747-400 авиакомпании Cargolux
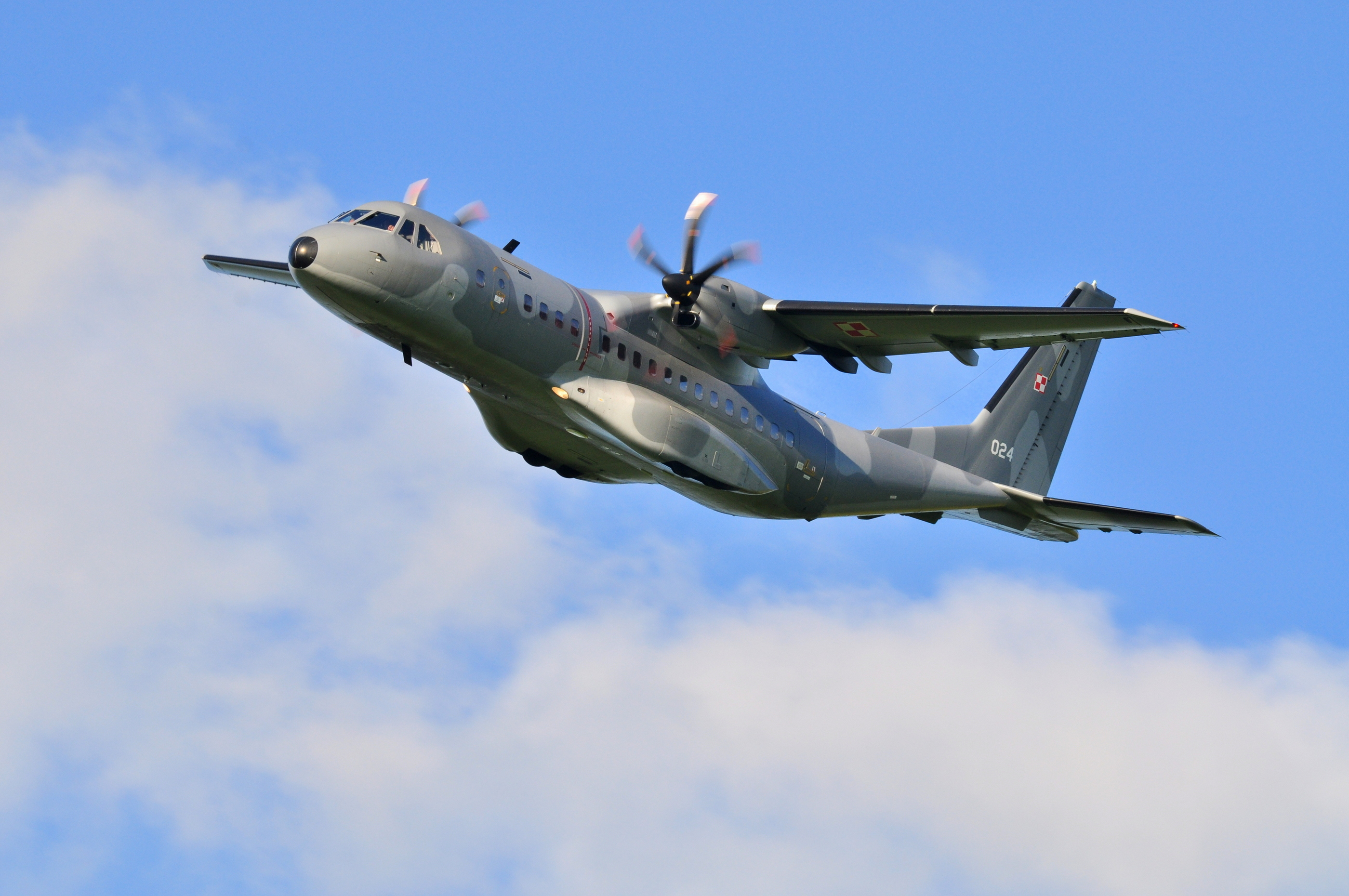
CASA C-295